# Александрово (гміна Леліс)
Александрово (пол. Aleksandrowo) — село в Польщі, у гміні Леліс Остроленцького повіту Мазовецького воєводства.
Населення — 165 осіб (2011).
У 1975-1998 роках село належало до Остроленцького воєводства.

## Демографія
Демографічна структура станом на 31 березня 2011 року:
|          | Загалом | Допрацездатний вік | Працездатний вік | Постпрацездатний вік |
| -------- | ------- | ------------------ | ---------------- | -------------------- |
| Чоловіки | 84      | 23                 | 57               | 4                    |
| Жінки    | 81      | 19                 | 52               | 10                   |
| Разом    | 165     | 42                 | 109              | 14                   |